# Java Database Connectivity
Java DataBase Connectivity (англ. Java DataBase Connectivity — з'єднання з базами даних на Java), скорочено JDBC) — прикладний програмний інтерфейс Java, який визначає методи, з допомогою яких програмне забезпечення на Java здійснює доступ до бази даних. JDBC — це платформо-незалежний промисловий стандарт взаємодії Java-застосунків з різноманітними СУБД, реалізований у вигляді пакета java.sql, що входить до складу Java SE.
В основі JDBC лежить концепція так званих драйверів, що дозволяють отримувати з'єднання з базою даних по спеціально описаному URL. Драйвери можуть завантажуватись динамічно (під час роботи програми). Завантажившись, драйвер сам реєструє себе й викликається автоматично, коли програма вимагає URL, що містить протокол, за який драйвер «відповідає».

## Інтерфейси
JDBC API містить два основні типи інтерфейсів: перший — для розробників застосунків і другий (нижчого рівня) — для розробників драйверів.
З'єднання з базою даних описується класом, що реалізує інтерфейс java.sql.Connection.
Маючи з'єднання з базою даних, можна створювати об'єкти типу Statement, використовувані для здійснення запитів до бази даних на мові SQL.
Існують такі види типів Statement, що відрізняються своїм призначенням:
- java.sql.Statement — Statement загального призначення;
- java.sql.PreparedStatement — Statement, що служить для здійснення запитів, котрі містять підставні параметри (позначаються символом '?' у тілі запиту);
- java.sql.CallableStatement — Statement, призначений для виклику збережених процедур.

Класjava.sql.ResultSet дозволяє легко обробляти результати запитів.

## Переваги
Перевагами JDBC вважаються:
- Легкість розробки: розробник може не знати специфіки бази даних, з якою працює;
- Код не змінюється, якщо компанія переходить на іншу базу даних;
- Не треба встановлювати громіздку клієнтську програму;
- До будь-якої бази можна під'єднатись через легко описуваний URL.

## Приклади
Приклад коду
| JDBC для MySQL |
| --- |
| Цей приклад використовує вільний драйвер JDBC для MySQL, який легко встановлюється в більшості дистрибутивів Linux через стандартні репозиторії. |
| package javaapplication1; import java.sql.*; public class Main { public static void main(String[] args) throws SQLException { /** * цей рядок вказує драйвер DB. * розкоментуйте, якщо прописуєте драйвер вручну */ //Class.forName("com.mysql.jdbc.Driver").newInstance(); Connection conn = DriverManager.getConnection( "jdbc:mysql://localhost:3306/db_name", "user", "password"); if (conn==null) { System.out.println("Немає з'єднання з БД!"); System.exit(0); } Statement stmt = conn.createStatement(); ResultSet rs = stmt.executeQuery("SELECT * FROM users"); while(rs.next()) { System.out.println(rs.getRow() + ". " + rs.getString("firstname") + "\t" + rs.getString("lastname")); } // if(rs!=null)rs.close(); /** * stmt.close(); * При закритті Statement автоматично закриваються * всі пов'язані з ним відкриті об'єкти ResultSet */ // if(stmt!=null)stmt.close(); stmt.close(); } |

| JDBC для Microsoft SQL Server |
| --- |
| Цей приклад використовує jTDS, вільний драйвер JDBC для Microsoft SQL Server і Sybase ASE SQL-Server. Підключитись до цієї та інших СУБД можна і вбудованими засобами за допомогою драйвера JDBC для ODBC, але ціною сповільнення роботи. |
| /** * цей рядок вказує альтернативний драйвер DB. Наприклад, hsql. */ // Class.forName("org.hsqldb.jdbcDriver"); Connection conn = DriverManager.getConnection( "jdbc:jtds:sqlserver://SERVER/Northwind;instance=INST;domain=Sample_NTLM_Domain", "user", "password"); Statement stmt = conn.createStatement(); ResultSet rs = stmt.executeQuery("SELECT LastName + ' ' + FirstName AS FullName, Address FROM Employees"); while(rs.next()) { System.out.println(rs.getString("FullName") + "\t" + rs.getString("Address")); } rs.close(); stmt.close(); |